# Brittiska mästerskapet 1899/1900
Brittiska mästerskapet 1899/1900 var den 17:e säsongen av Brittiska mästerskapet i fotboll. Skottland vann mästerskapet medan silvret delades mellan Wales och England.

## Tabell
| Nr | Lag       | S | V | O | F | GM | IM | MS | P |
| -- | --------- | - | - | - | - | -- | -- | -- | - |
| 1  | Skottland | 3 | 3 | 0 | 0 | 12 | 3  | +9 | 6 |
| 2  | Wales     | 3 | 1 | 1 | 1 | 5  | 6  | −1 | 3 |
| 2  | England   | 3 | 1 | 1 | 1 | 4  | 5  | −1 | 3 |
| 4  | Irland    | 3 | 0 | 0 | 3 | 0  | 7  | −7 | 0 |

## Matcher
|  | 3 februari 1900 | Skottland                                                            | 5 – 2   | Wales                               | Pittodrie                                                   |                                                             |
|  |                 | Jack Bell 2′ David Wilson 7′, 35′ Robert Hamilton 37′ Alex Smith 61′ | (4 – 1) | 45′ Thomas Parry 60′ William Butler | Aberdeen Publik: 12 500 Domare: Charles Sutcliffe (England) | Aberdeen Publik: 12 500 Domare: Charles Sutcliffe (England) |
|  |                 |                                                                      |         |                                     | Aberdeen Publik: 12 500 Domare: Charles Sutcliffe (England) | Aberdeen Publik: 12 500 Domare: Charles Sutcliffe (England) |
|  |                 |                                                                      |         |                                     | Aberdeen Publik: 12 500 Domare: Charles Sutcliffe (England) | Aberdeen Publik: 12 500 Domare: Charles Sutcliffe (England) |

|  | 24 februari 1900 | Wales                       | 2 – 0 | Irland | The Oval  |           |
|  |                  | Thomas Parry Billy Meredith |       |        | Llandudno | Llandudno |
|  |                  |                             |       |        | Llandudno | Llandudno |
|  |                  |                             |       |        | Llandudno | Llandudno |

|  | 3 mars 1900 | Irland | 0 – 3   | Skottland                            | Solitude                                                  |                                                           |
|  |             |        | (0 – 2) | 8′, 83′ John Campbell 23′ Alex Smith | Belfast Publik: 6 000 Domare: Charles Sutcliffe (England) | Belfast Publik: 6 000 Domare: Charles Sutcliffe (England) |
|  |             |        |         |                                      | Belfast Publik: 6 000 Domare: Charles Sutcliffe (England) | Belfast Publik: 6 000 Domare: Charles Sutcliffe (England) |
|  |             |        |         |                                      | Belfast Publik: 6 000 Domare: Charles Sutcliffe (England) | Belfast Publik: 6 000 Domare: Charles Sutcliffe (England) |

|  | 17 mars 1900 | Irland | 0 – 2 | England                     | Lansdowne Road |        |
|  |              |        |       | Harry Johnson Charlie Sagar | Dublin         | Dublin |
|  |              |        |       |                             | Dublin         | Dublin |
|  |              |        |       |                             | Dublin         | Dublin |

|  | 26 mars 1900 | Wales          | 1 – 1 | England         | Cardiff Arms Park |         |
|  |              | Billy Meredith |       | Geoffrey Wilson | Cardiff           | Cardiff |
|  |              |                |       |                 | Cardiff           | Cardiff |
|  |              |                |       |                 | Cardiff           | Cardiff |

|  | 7 april 1900 | Skottland                                     | 4 – 1   | England           | Celtic Park                                           |                                                       |
|  |              | Robert Smyth McColl 1′, 25′, 44′ Jack Bell 6′ | (4 – 1) | 35′ Steve Bloomer | Glasgow Publik: 63 000 Domare: James Torrans (Irland) | Glasgow Publik: 63 000 Domare: James Torrans (Irland) |
|  |              |                                               |         |                   | Glasgow Publik: 63 000 Domare: James Torrans (Irland) | Glasgow Publik: 63 000 Domare: James Torrans (Irland) |
|  |              |                                               |         |                   | Glasgow Publik: 63 000 Domare: James Torrans (Irland) | Glasgow Publik: 63 000 Domare: James Torrans (Irland) |